# Vlag van Venlo

Huidige vlag van de gemeente Venlo
(sinds 2010)

De vlag van Venlo bestaat uit twee horizontale banen, waarvan de bovenste baan rood van kleur is en de onderste baan blauw. Aan de mastzijde is sinds de herindeling van 2010 een halve gekroonde leeuw met dubbele staart en anker in geel of goud toegevoegd. Deze toevoeging verwijst direct naar het gemeentewapen. De vlag is bij raadsbesluit vastgesteld op 24 november 2010.

## Vaandel en wimpel
In 1857 werd het gemeentebestuur van Venlo verzocht mee te werken aan een Frans plan om vlaggen te inventariseren. De toenmalige burgemeester, A.W. van Liebergen, constateerde dat Venlo destijds geen gemeentevlag bezat. In 1841, tijdens een bezoek van koning Willem II, werd echter wel een vaandel gevoerd. Rond 1850 werden enkele gravures vervaardigd, waarop afgebeelde schepen rood-blauwe wimpels voerden in de mast.

## Oorsprong

Vlag rond 1938

Volgens een artikel in de Nieuwe Venlosche Courant van 27 oktober 1928 zouden verschillende posten in de stadsrekeningen (1597, 1600, 1621-1623, 1627) blijk geven van regelmatige aankoop van rode stof door het gemeentebestuur, om vaandels voor torenwachters te produceren. Dit betekent, dat de basiskleur rood zou zijn. Ook zou regelmatig een rode vlag zijn uitgestoken op de toren van de Martinuskerk. Verder had het stadswapen in 1819 rode of purperen banieren.
In de jaren 30 waren twee vlaggen in omloop. Beiden zouden volgens een journalist van de Nieuwe Venlosche Courant representatief zijn voor de officiële stadsvlag. Grootste verschil tussen beide vlaggen is de extra gele of gouden baan in het midden. Deze vlag is echter slechts korte tijd in omloop geweest, circa tot de Tweede Wereldoorlog.
Na de Tweede Wereldoorlog werd opnieuw een notitie opgesteld over de stadsvlag, ditmaal in opdracht van het gemeentebestuur. In deze notitie wordt verwezen naar de Geschiedenis en Beschrijving van Venlo van stadshistoricus Lambert Keuller. In dit boek wordt verslag gemaakt van de intocht van koning Willem II in 1841, waarbij de burgergarde pieken droeg met daaraan vaantjes in de kleuren roze en blauw. Daarin wordt ook zijdelings melding gemaakt van het bestaan van vier aparte vlaggen van elk van de wijken van de toenmalige binnenstad, maar hiervan is verder niets bekend.

## Vaststelling

Vlag tot 2010 (onjuiste interpretatie)

Op 7 september 1945 werd het (voorlopig) definitieve ontwerp door het stadsbestuur vastgesteld, waarbij de kleur roze volgens eerdergenoemde notitie als een vergissing werd omschreven. De uiteindelijke kleuren werden dus rood en blauw, waarbij volgens Sierksma lichte tinten dienden te worden gebruikt. In 1966 waren echter ook vlaggen in omloop waarop een wapenschild met daarop een halve leeuw en een anker in geel of goud waren afgebeeld.
In 2010, tijdens de gemeentelijke herindeling met Arcen en Velden, werd op dit besluit teruggekomen door de leeuw en het anker (zonder schild) op de vlag af te beelden. De Hoge Raad van Adel ging akkoord met deze wijziging, aangezien het alternatief (een mozaïekvlag van alle voormalige gemeenten) te druk zou worden. Tijdens een eerdere herindeling, waarbij zowel Tegelen als Belfeld bij Venlo werden gevoegd, werd echter nog geen wijziging doorgevoerd.
Opmerking: De tekening van de vlag volgens Sierksma (pagina 125) toont eigenlijk de vlag van Vierpolders.

## Ander gebruik van de kleuren
Behalve bij officiële gelegenheden mag de vlag, zij het niet in officieel verband, worden gebruikt door anderen dan aan het gemeentebestuur gerelateerde organisaties.
Het Akkermansgilde gebruikt sinds de oprichting steevast de stadskleuren rood en blauw in het uniform van de schutterij. Van oudsher had dit gilde als enige een vrijstelling om wapens te dragen, aangezien de leden buiten de stadsmuur hun werk hadden en have en goed dienden te beschermen. Ook werden zij, in de vestingtijd, geacht zorg te dragen voor galg en rad, als een veroordeelde zijn straf moest ondergaan.
Ook Jocus, de grootste carnavalsvereniging in de gemeente Venlo, heeft deze kleuren in haar officiële vlag, zij met een toegevoegde gele baan in het midden. Dit is tevens een verwijzing naar een andere optie uit het verleden voor de officiële stadsvlag. De keuze van deze vereniging voor de extra baan in het midden is echter volstrekt willekeurig.

## Verwante afbeelding

Het wapen van Venlo